# Metagonia bonaldoi
Metagonia bonaldoi is een spinnensoort uit de familie trilspinnen (Pholcidae). De soort komt voor in Brazilië.